# بیکر هایتس (ویرجینیای غربی)
بیکر هایتس (به انگلیسی: Baker Heights) یک منطقهٔ مسکونی در ایالات متحده آمریکا است که در شهرستان برکلی، ویرجینیای غربی واقع شده‌است.